# Park Hyo-shin
Park Hyo-shin (* 1. September 1981 in Yesan) ist ein südkoreanischer Pop-Sänger.

## Leben
Park Hyo-shin studierte an der Kyung-Hee-Universität Postmoderne Musik. Im November 1999 debütierte er mit dem Album Things I Cannot Do For You (해줄수없는일), woraufhin die Single Babo (dt. Idiot) folgte. Mit beiden Veröffentlichungen erreichte er einen gewissen Bekanntheitsgrad.
Im Januar 2001 veröffentlichte der Sänger sein zweites Album Second Story, für das erstklassige koreanische Songwriter wie Yoon Sang, Kim Jong-Rule und Yoo Hee-Leihu Songs beisteuerten. Seinen ersten Nr. 1 Hit erreichte Park mit dem dritten Album Time Honored Voice, dessen Song A Good Person die Charts erobern konnte. Diesen Erfolg konnte er mit Standing In That Place wiederholen, das auf seinem vierten Album Soul Tree enthalten ist.
Das wohl bekannteste Lied Park Hyo-shins dürfte Snow Flower sein, das der Theme-Song für das beliebte KBS-Fernsehdrama I’m Sorry, I Love You war, das 2005 ausgestrahlt wurde. 2005 legte Park außerdem mit einem Remake-Album nach, Neo-Classicism, dessen Song Scattered Days es in die Top 5 der koreanischen Charts schaffte.
Park Hyo-shin nahm sich 2006 eine Auszeit in Vorbereitung auf sein fünftes Album, das er 2007 fertigstellte. Memories Resemble Love (추억은사랑을닮아) schaffte es bis auf Platz 3.
2008 steuerte Park mit dem Song Hwashin (Flower Letter) einen Weiteren Hit für eine Fernsehserie bei, diesmal für Iljimae. Im selben Jahr war er u. a. zu Gast bei Lee Hanas Peppermint Musikshow, in der er den Song Look only at me von Taeyang (Big Bang) coverte, um das Soul Concert zu promoten, an dem er mit anderen R'n'B und Soul-Stars wie Wheesung, Gummy und Jung Yup teilnahm.
Sein 10-jähriges Jubiläum feierte Park Hyo-shin mit der Konzertreihe Park Hyo Shin’s Gift, die vom 17. zum 19. Oktober 2009 im Olympic Fencing Gymnasium stattfand. Im September 2009 legte der Musiker mit seinem 6. Studioalbum, Gift-Part 1, nach. Der Song After Love wurde ein weiterer Nr. 1 Hit. Ein Höhepunkt des Jahres war auch die Teilnahme am renommierten Dream Concert 2009 des Senders SBS.
An diesen Erfolg schloss er 2010 mit der Single I Love you an, die Teil des Soundtracks für das SBS-Drama Athena war und de Charts eroberte. Am 13. September folgte Goodbye Love in digitalem Format, woraufhin er seine Gift Part 2 Live Tour startete, die das Album Gift Part 2 unterstützte.
Im Zeitraum vom 21. Dezember 2010 bis zum 24. Dezember 2012 leistete der Sänger seinen zweijährigen Wehrdienst ab in Yongsan-gu, Seoul.

## Musicals
Park beteiligte sich an verschiedenen Projekten, so wirkte er z. B. am Rock-Musical Rock Hamlet und dem Tributalbum für Deulgukhwa (That Only Is My World) mit und sang im Duett mit der Sängerin Lee Sora für einen Song auf ihrem vierten Album. 2008 schloss er sich kurzzeitig Hwang Project als Sänger an, mit denen er das Album Hwang Project with Park Hyo Shin Vol. und die Single Hwang Project - Welcome to the Fantastic World herausbrachte, das sich von Parks bis dato veröffentlichter Musik unterscheidet. 2013 übernahm Park die zweite Besetzung der Rolle des „Tod“ in der koreanischen Version des Musicals Elisabeth.

## Diskografie

### Studioalben
| Jahr | Titel                                    | Höchstplatzierung, Gesamtwochen, AuszeichnungChartsChartplatzierungen (Jahr, Titel, Platzierungen, Wochen, Auszeichnungen, Anmerkungen) | Anmerkungen                                                                             |
| Jahr | Titel                                    | KR | Anmerkungen                                                                             |
| ---- | ---------------------------------------- | --- | --------------------------------------------------------------------------------------- |
| 2000 | Things I Can’t Do For You (해줄수없는일) | KR34 (3 Wo.)KR | Erstveröffentlichung: 24. Januar 2000 Verkäufe: + 446.943 Chartplatzierungen ab 2010    |
| 2001 | Second Story                             | KR32 (3 Wo.)KR | Erstveröffentlichung: 19. Januar 2001 Verkäufe: + 375.798 Chartplatzierungen ab 2010    |
| 2002 | Time-Honored Voice                       | KR27 (2 Wo.)KR | Erstveröffentlichung: 13. September 2002 Verkäufe: + 479.717 Chartplatzierungen ab 2010 |
| 2004 | Soul Tree                                | — | Erstveröffentlichung: 19. April 2004 Verkäufe: + 168.055                                |
| 2007 | The Breeze of Sea                        | — | Erstveröffentlichung: 29. Januar 2007                                                   |
| 2009 | Gift Part 1                              | KR11 (18 Wo.)KR | Erstveröffentlichung: 15. September 2009 Chartplatzierungen ab 2010                     |
| 2010 | Gift Part 2                              | KR1 (19 Wo.)KR | Erstveröffentlichung: 13. Dezember 2010                                                 |
| 2016 | I am A Dreamer                           | KR3 (51 Wo.)KR | Erstveröffentlichung: 3. Oktober 2016                                                   |

grau schraffiert: keine Chartdaten aus diesem Jahr verfügbar

### Livealben
| Jahr | Titel                       | Höchstplatzierung, Gesamtwochen, AuszeichnungChartsChartplatzierungen (Jahr, Titel, Platzierungen, Wochen, Auszeichnungen, Anmerkungen) | Anmerkungen                             |
| Jahr | Titel                       | KR | Anmerkungen                             |
| ---- | --------------------------- | --- | --------------------------------------- |
| 2005 | Next Destination...New York | — | Erstveröffentlichung: 22. Dezember 2005 |

### Kompilationen
| Jahr | Titel                                | Höchstplatzierung, Gesamtwochen, AuszeichnungChartsChartplatzierungen (Jahr, Titel, Platzierungen, Wochen, Auszeichnungen, Anmerkungen) | Anmerkungen                                                     |
| Jahr | Titel                                | KR | Anmerkungen                                                     |
| ---- | ------------------------------------ | --- | --------------------------------------------------------------- |
| 2003 | Park Hyo Shin Best Voice = 2003–1999 | — | Erstveröffentlichung: 30. Oktober 2003 Verkäufe: + 29.828       |
| 2009 | The Gold                             | KR96 (1 Wo.)KR | Erstveröffentlichung: 20. April 2009 Chartplatzierungen ab 2010 |
| 2012 | Gift E.C.H.O                         | KR7 (8 Wo.)KR | Erstveröffentlichung: 22. März 2012                             |

grau schraffiert: keine Chartdaten aus diesem Jahr verfügbar

### Coveralben
| Jahr | Titel          | Höchstplatzierung, Gesamtwochen, AuszeichnungChartsChartplatzierungen (Jahr, Titel, Platzierungen, Wochen, Auszeichnungen, Anmerkungen) | Anmerkungen                                           |
| Jahr | Titel          | KR | Anmerkungen                                           |
| ---- | -------------- | --- | ----------------------------------------------------- |
| 2005 | Neo Classicism | — | Erstveröffentlichung: 2. Juni 2005 Verkäufe: + 53.960 |

### Singles
| Jahr | Titel Album                                                               | Höchstplatzierung, Gesamtwochen, AuszeichnungChartplatzierungen (Jahr, Titel, Album, Platzierungen, Wochen, Auszeichnungen, Anmerkungen) | Höchstplatzierung, Gesamtwochen, AuszeichnungChartplatzierungen (Jahr, Titel, Album, Platzierungen, Wochen, Auszeichnungen, Anmerkungen) | Höchstplatzierung, Gesamtwochen, AuszeichnungChartplatzierungen (Jahr, Titel, Album, Platzierungen, Wochen, Auszeichnungen, Anmerkungen) | Anmerkungen                      |
| Jahr | Titel Album                                                               | KR | UK | US | Anmerkungen                      |
| ---- | ------------------------------------------------------------------------- | --- | --- | --- | -------------------------------- |
| 1999 | Things I Can’t Do For You (해줄 수 없는 일) Things I Can’t Do for You     | — | — | — | Erstveröffentlichung: 1999       |
| 1999 | Fool (바보) Things I Can’t Do for You                                     | — | — | — | Erstveröffentlichung: 1999       |
| 2001 | Far Away (먼곳에서) Second Story                                          | — | — | — | Erstveröffentlichung: 2001       |
| 2002 | Good Person (좋은사람) Time-Honored Voice                                 | — | — | — | Erstveröffentlichung: 2002       |
| 2004 | Standing There (그 곳에 서서) Soul Tree                                   | — | — | — | Erstveröffentlichung: 2004       |
| 2005 | Scattered Days (흩어진 나날들) Neo Classicism                             | — | — | — | Erstveröffentlichung: 2005       |
| 2007 | Memories Resembles Love (추억은 사랑을 닮아) The Breeze of Sea            | — | — | — | Erstveröffentlichung: 2007       |
| 2008 | The Castle Of Zoltar Hwang Project Vol.1 – Welcome to the Fantastic World | — | — | — | Erstveröffentlichung: 2008       |
| 2009 | After Love (사랑한 후에) Gift – Part 1                                    | — | — | — | Erstveröffentlichung: 2009       |
| 2010 | Goodbye Love (안녕 사랑아) Gift – Part 2                                  | KR9 (7 Wo.)KR | — | — | Erstveröffentlichung: 2010       |
| 2010 | I Promise You (사랑이 고프다) Gift – Part 2                               | KR5 (12 Wo.)KR | — | — | Erstveröffentlichung: 2010       |
| 2012 | Overcoming Myself (나를 넘는다) –                                         | — | — | — | Erstveröffentlichung: 2012       |
| 2014 | Wild Flower (야생화) –                                                    | KR1 (79 Wo.)KR | — | — | Erstveröffentlichung: 2014       |
| 2014 | Happy Together –                                                          | KR1 (14 Wo.)KR | — | — | Erstveröffentlichung: 2014       |
| 2015 | Shine Your Light –                                                        | KR2 (9 Wo.)KR | — | — | Erstveröffentlichung: 2015       |
| 2016 | Breath (숨) I am A Dreamer                                                | KR1 (40 Wo.)KR | — | — | Erstveröffentlichung: 2016       |
| 2016 | Home I am A Dreamer                                                       | KR6 (8 Wo.)KR | — | — | Erstveröffentlichung: 2016       |
| 2016 | Beautiful Tomorrow I am A Dreamer                                         | KR7 (6 Wo.)KR | — | — | Erstveröffentlichung: 2016       |
| 2018 | Sound of Winter (겨울소리) –                                              | KR1 (10 Wo.)KR | — | — | Erstveröffentlichung: 2018       |
| 2018 | The Other Day (별 시(別 時)) –                                            | KR5 (4 Wo.)KR | — | — | Erstveröffentlichung: 2018       |
| 2019 | The Wind Is Blowing (바람이 부네요) –                                     | KR41 (1 Wo.)KR | — | — | Erstveröffentlichung: 2019       |
| 2019 | Goodbye (굿바이) –                                                        | KR1 (26 Wo.)KR | — | — | Erstveröffentlichung: 2019       |
| 2019 | Lover (戀人 (연인)) –                                                     | KR66 (1 Wo.)KR | — | — | Erstveröffentlichung: 2019       |
| 2024 | Winter Ahead –                                                            | KR70 (2 Wo.)KR | UK86 (1 Wo.)UK | US99 (1 Wo.)US | Erstveröffentlichung: 2024 mit V |

grau schraffiert: keine Chartdaten aus diesem Jahr verfügbar

### Mit Hwang Project
- 2008: Hwang Project with Park Hyo Shin Vol. (Album)
- 2008: Hwang Project – Welcome to the Fantastic World (Single)

## Auszeichnungen
2000
- Korea Image Disc Award - New Artist of the Year
- 15th Golden Disc Award - New Artist of the Year
- 1st internet music award - New Artist of the Year

2002
- 17th Golden Disc Award - Artist Award
- KMTV Korean Music Award - Artist of the Year
- Seoul Music Award - Artist Award
- SBS Music Award - Artist Award
- KBS Music Award - Artist Award

2004
- 15th Seoul Music Award - Artist Award
- SBS Music Award - Artist Award
- KBS Music Award - Artist Award

2017
- Melon Music Award - Stage of the Year (I Am a Dreamer)